# Noemi
Noemi (nume la naștere Veronica Scopelliti; n. 25 ianuarie 1982, Roma, Italia) este o cântăreață și compozitoare italiană.

## Biografie
Noemi este fiica cea mare a Armando și Stefania.Ea are o soră mai mică, Arianna.

## Stilul muzical și performanța

### Influențe
Influențele lui Noemi sunt Aretha Franklin, Robert Johnson, Billie Holiday, Janis Joplin, Erykah Badu, James Brown, Joe Cocker, Mia Martini, Fiorella Mannoia, Vasco Rossi, Gabriella Ferri, Gaetano Curreri și Mina.

## Discografie

### Albume de studio
| An   | EP                               | Clasament Oificial | Clasament Oificial | Certificare              | Copii    |
| An   | EP                               | Italia             | Europa             | Certificare              | Copii    |
| ---- | -------------------------------- | ------------------ | ------------------ | ------------------------ | -------- |
| 2009 | Sulla mia pelle                  | 3                  | 42                 | Dublu discuri de platină | 140.000+ |
| 2010 | Sulla mia pelle (Deluxe Edition) | 3                  | 44                 | Dublu discuri de platină | 140.000+ |
| 2011 | RossoNoemi                       | 6                  |                    | Dublu discuri de platină | 120.000+ |

### EP
| An   | EP    | Clasament Oificial | Clasament Oificial | Certificare    | Copii   |
| An   | EP    | Italia             | Europa             | Certificare    | Copii   |
| ---- | ----- | ------------------ | ------------------ | -------------- | ------- |
| 2009 | Noemi | 8                  | 97                 | Discuri de aur | 50.000+ |

### Single
| An   | Single                              | Clasament Oificial | Clasament Oificial | Certificare              | Copii   | Albume/EP proveniență            |
| An   | Single                              | Italia             | Europa             | Certificare              | Copii   | Albume/EP proveniență            |
| ---- | ----------------------------------- | ------------------ | ------------------ | ------------------------ | ------- | -------------------------------- |
| 2009 | Briciole                            | 2                  | 51                 | Discuri de aur           | 15.000+ | Noemi                            |
| 2009 | L'amore si odia cu Fiorella Mannoia | 1                  | 34                 | Dublu discuri de platină | 60.000+ | Sulla mia pelle                  |
| 2010 | Per tutta la vita                   | 1                  | 42                 | Discuri de platină       | 30.000+ | Sulla mia pelle (Deluxe Edition) |
| 2010 | Vertigini                           | -                  | -                  | -                        | -       | Sulla mia pelle (Deluxe Edition) |
| 2011 | Vuoto a perdere                     | 6                  | 47                 | Discuri de platină       | 30.000+ | RossoNoemi                       |
| 2011 | Odio tutti i cantanti               | -                  | -                  | -                        | -       | RossoNoemi                       |
| 2011 | Poi inventi il modo                 |                    |                    |                          |         | RossoNoemi                       |

### Videoclipuri musicale
| An   | Videoclipuri musicale               | Regizor          | Durată       |
| ---- | ----------------------------------- | ---------------- | ------------ |
| 2009 | Briciole                            | Gaetano Morbioli | 3 min : 43 s |
| 2009 | L'amore si odia cu Fiorella Mannoia | Gaetano Morbioli | 3 min : 17 s |
| 2010 | Per tutta la vita                   | Gaetano Morbioli | 3 min : 22 s |
| 2011 | Vuoto a perdere                     | Fausto Brizzi    | 4 min : 02 s |
| 2011 | Odio tutti i cantanti               | Noemi            | 4 min : 20 s |
| 2011 | Poi inventi il modo                 | Noemi            | 3 min : 28 s |

Cameo
- 2006 - Dimmi come passi le notti (cu sora ei Arianna) de Pier Cortese.

### Colaborări

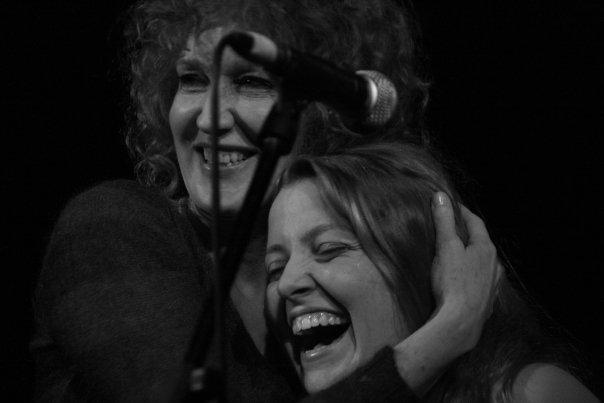
Noemi şi Fiorella Mannoia

- 2009 - L'amore si odia cu Fiorella Mannoia;
- 2009 - Quanto ti voglio cu Claudio Baglioni și Gianluca Grignani;
- 2010 - Il mio canto libero cu Amiche per l'Abruzzo;
- 2010 - L'amore si odia (acustice versiune) cu Fiorella Mannoia;
- 2010 - Come si cambia cu Neri per Caso;
- 2011 - La promessa cu Stadio.

### Compilații
2009
- X Factor Anteprima Compilation 2009 cu Albachiara;
- X Factor Finale Compilation 2009 cu La costruzione di un amore;
- Hit Mania Estate 2009 cu Briciole;
- MTV Summer Song cu Briciole;
- Estahits '09 cu Briciole;
- Strike! cu L'amore si odia (cu Fiorella Mannoia).

2010
- Super Sanremo 2010 cu Per tutta la vita;
- Radio Italia Estate cu Briciole;
- TRL On the Road cu Per tutta la vita;
- Radio Italia Top 2010 cu Vertigini.

2011
- Love... per sempre cu La costruzione di un amore;
- Je t'aime 2011 cu Per tutta la vita;
- Maschi contro femmine - Femmine contro maschi cu Vuoto a perdere;
- Maschi contro femmine - Femmine contro maschi cu L'amore si odia (cu Fiorella Mannoia);
- Radio Italia - Mi piace cu Il cielo in una stanza;
- Wind Music Awards 2011 cu Vuoto a perdere;
- Radio Italia Top Estate 2011 cu Odio tutti i cantanti;
- Radio Bruno Winter Compilation cu Vuoto a perdere.

### DVD
Cameo
- 2009 - Ho imparato a sognare (CD + DVD) de Fiorella Mannoia;
- 2009 - Q.P.G.A. Filmopera (2 DVD) de Claudio Baglioni;
- 2010 - Amiche per l'Abruzzo (2 DVD) de diverși autori;
- 2010 - Il tempo e l'armonia (CD + DVD) de Fiorella Mannoia;
- 2010 - Il tempo e l'armonia (Deluxe Edition) (2 CD + 1 DVD) de Fiorella Mannoia;
- 2011 - Femmine contro maschi (DVD) de Fausto Brizzi.

### Motion Picture Soundtrack
- 2011 - Vuoto a perdere în film Femmine contro maschi de Fausto Brizzi.

## Festivalul de muzică de la San Remo
- 2010 - cu Per tutta la vita (autori: Diego Calvetti și Marco Ciappelli).

## Premii

### 2009
- Discuri de aur petru EP Noemi;
- Wind Music Awards ca mai bine cântăreață;
- "Premio Città dei Cavalieri di Malta" ca mai bine cântăreață;
- Discuri de aur petru single Briciole.

### 2010
- Discuri de platină petru single Per tutta la vita;
- Premium Simpatie;
- Wind Music Awards petru albume Sulla mia pelle;
- Wind Music Awards petru single L'amore si odia (cu Fiorella Mannoia);
- Wind Music Awards petru single Per tutta la vita.

### 2011
- Dublu discuri de platină petru albume Sulla mia pelle;
- Dublu discuri de platină petru albume RossoNoemi;
- Wind Music Awards petru albume Sulla mia pelle;
- Wind Music Awards petru albume RossoNoemi;
- Nastro d'argento petru single Vuoto a perdere;
- Discuri de platină petru single Vuoto a perdere;
- Premio Lunezia petru single Vuoto a perdere;
- Dublu discuri de platină petru single L'amore si odia (cu Fiorella Mannoia).

## Tournee
- 2009 - Noemi tour  Italia
- 2009/2010 - Sulla mia pelle tour I  Italia
- 2010 - Sulla mia pelle tour II  Italia  Slovenia
- 2011 - RossoNoemi tour  Italia